# Apteropeda
Apteropeda — рід жуків з підродини галеруцинів, родини листоїдів.

## Перелік видів
- Apteropeda globosa (Illiger, 1794)
- Apteropeda orbiculata (Marsham, 1802)
- Apteropeda ovulum (Illiger, 1807)
- Apteropeda splendida (Allard, 1860)